# Prabhakar Raghavan
 (février 2025).
Motif : absence de sources secondaires centrées
- Archive Wikiwix
- Bing
- Cairn
- DuckDuckGo
- E. Universalis
- Gallica
- Google
- G. Books
- G. News
- G. Scholar
- Persée
- Qwant
- (zh) Baidu
- (ru) Yandex
- (wd) trouver des œuvres sur Wikidata

| 1. | Préciser le motif de la pose du bandeau. | Précisez le motif de la pose du bandeau en utilisant la syntaxe suivante : {{admissibilité à vérifier\|date=mars 2025\|motif=remplacez ce texte par le motif}}                          |
| 2. | Informer les utilisateurs concernés.     | Pensez à avertir le créateur de l'article, par exemple, en insérant le code ci-dessous sur sa page de discussion : {{subst:avertissement admissibilité à vérifier\|Prabhakar Raghavan}} |

Prabhakar Raghavan est un cadre de direction et ex-chercheur dans le domaine de la recherche en ligne, actuellement directeur de la technologie chez Google.
Titulaire d'un doctorat en génie électrique et informatique de l'université de Californie à Berkeley et d'une licence en technologie de l'institut indien de technologie de Madras, il travaille chez IBM jusqu'en 2000, puis chez Verity jusqu'en 2004. En 2005 il rejoint Yahoo! où il devient le responsable de la recherche (Yahoo! Research Lab). À partir de 2008 il gère la régie publicitaire de Yahoo!.
En 2012, il rejoint Google en tant que vice-président de Google Apps et Google Cloud. En 2018 il y est nommé responsable des équipes publicité et commerce. En juin 2020 il est nommé responsable des produits Google Search, Assistant, Cartes, Publicité, Commerce et Paiement, en remplacement de Ben Gomes. Il est par la suite critiqué pour avoir donné la priorité à la régie publicitaire au détriment de la qualité du moteur de recherche. En octobre 2024 il est remplacé à la tête de la division recherche par Nick Fox.